# サウジビジョン2030
サウジビジョン2030（アラビア語: رؤية السعودية 2030、英語: Saudi Vision 2030）は、サウジアラビアのオイルへの依存度を減らし、多様化するための戦略的枠組み。経済、健康、教育、インフラ、レクリエーション、観光などの公共サービス部門を開発する。
主要な戦略的目標には、経済活動と投資活動の強化、国間の非石油産業貿易の拡大、王国の穏和で世俗的なイメージの促進が含まれる。また、軍事、製造装置、弾薬への政府支出の増加も含まれる。

## 概要
サウジアラビアが立ち上げた政府プログラムであり、サウジアラビア皇太子兼首相であるムハンマド・ビン・サルマーンのビジョンに沿って、経済的、社会的、文化的に多様化を増やすという目標を達成する事を目指している。2016年4月25日にサウジアラビア政府によって初めて発表された。中東諸国の他の開発計画としては、エジプトビジョン2030やクウェートビジョン2035などが存在する。

## 事務所
サウジビジョン2030の実施に関係する省庁や機関の変革を管理し、国家変革プログラムの進捗状況を追跡してガバナンスを確保するために設立された。